# Matrei in Osttirol
Pour les articles homonymes, voir Matrei.
Matrei in Osttirol est une commune (Marktgemeinde) ainsi qu'une grande station de ski, situées dans le district de Lienz (Tyrol oriental) du Tyrol, en Autriche.

## Géographie

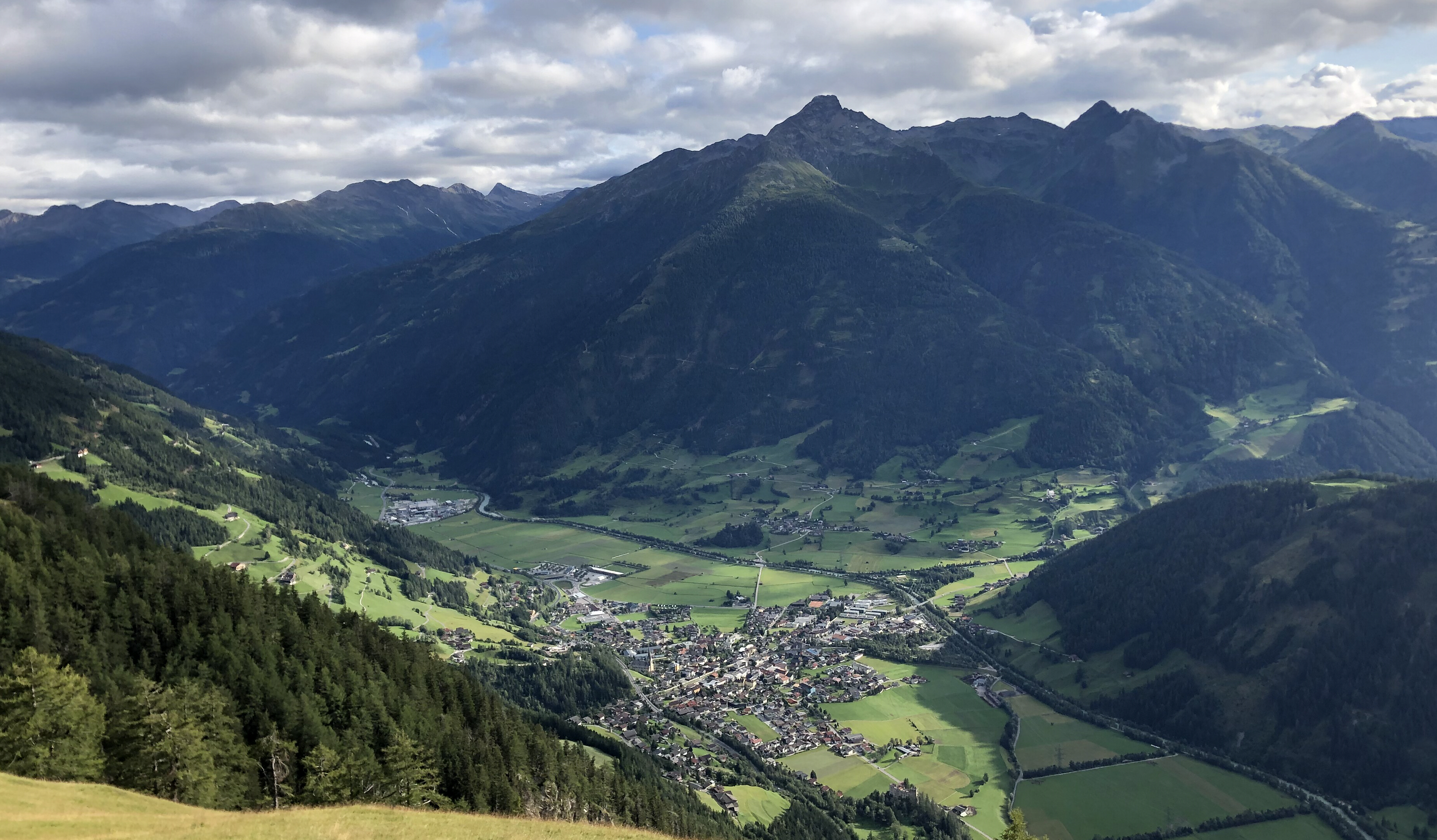
Vue sur la vallée de l'Isel.

Le territoire communal s'étend dans les montagnes des Hohe Tauern autour de la vallée de l'Isel supérieure. Au nord il est délimité par la crête des Alpes orientales centrales, culminant au sommet du Grossvenediger (3 657 m), qui forme également la frontière entre le Tyrol et le Land de Salzbourg. 

## Personnalités liées à Matrei in Osttirol
- Virgil Rainer (1871-1948), sculpteur.

## Domaine skiable
Le domaine de Matrei est relié au domaine de Kals am Großglockner, pour former ensemble le grand domaine de Grossglockner Resort. La liaison avec Kals s'effectue au Cimaross, à l'aide du télésiège 6 places débrayable qui porte le même nom. Le domaine est plus vaste et un peu plus ensoleillé que celui de Kals, et plus fréquenté. Les pistes y sont nombreuses et variées, et offrent une dénivelé totale importante - près de 1 200 m. Le domaine est en grande partie tracé artificiellement dans la forêt. Même sur les hauteurs, il offre relativement peu de possibilités de ski hors piste.
En 2011, il est notable que la station a beaucoup investi, au cours des cinq dernières années, dans son parc de remontées mécaniques. Celles-ci sont toutes modernes - à l'exception des téléskis pour débutants - et dotées d'un fort débit. De fait les files d'attente sont quasi inexistantes. Un domaine réservé aux skieurs débutants est aménagé à la gare d'arrivée de la télécabine Goldried I (2 197 m). Un snowpark y a été aménagé également à proximité.
Le retour en station s'effectue par une piste arrivant directement sur les hauteurs de Matrei. De là, un skibus gratuit relie le parking de la télécabine, toutes les 30 à 60 minutes.
La station est membre des regroupements de stations de ski TopSkiPass Kärnten & Osttirol et Ski)Hit.